# Tienminutengesprek
Tienminutengesprek is een Nederlandse korte film die is gemaakt in het kader van Kort! 18. De film werd uitgezonden door NTR op 29 november 2018.

## Plot
Op een school wordt een tienminutengesprek gehouden, waarbij uitwisseling plaatsvindt tussen ouders (in dit geval moeder) en de onderwijzeres ter begeleiding van de vorderingen etc. van de leerling.
Moeder Marit gaat daarbij het gesprek aan met juf Yvonne. Moeder doet haar beklag, dat haar zoon zijn mannelijke energie niet kwijt kan in een onderwijssysteem dat uit meer vrouwen dan mannen bestaat. De juf hoort dat aan, maar ontkent het, hetgeen uitloopt op een tirade van de juf naar Marit waarin ze het tegendeel beweert. Ze geeft al veertig jaar les en heeft alle ontwikkelingen binnen het onderwijs gevolgd en overgebracht op haar wel 1200 leerlingen. De film eindigt ermee dat de juf Marit opdraagt voor straf in de hoek te gaan staan, hetgeen Marit (toch) aarzelend doet.

## Rolverdeling
- Raymonde de Kuyper als Yvonne
- Randy Fokke als Marit

Beide actrices kwamen elkaar na een jaar later weer tegen. Ze speelden na 2019 in een aantal reclames voor Albert Heijn moeder (Raymonde) en dochter en supermarktmanager (Randy). 
Sjabloon:Appenix